# Batocera wallacei
Batocera wallacei — вид жуков из семейства усачей. Видовое название было дано в честь Альфреда Рассела Уоллеса (англ. Alfred Russel Wallace; 1823—1913) — британского натуралиста и путешественника, впервые открывшего этот вид на острове Ару.

## Описание
Длина тела самцов 60—85 мм, самки несколько мельче. Основная окраска зеленовато-буроватая или серая с белыми пятнами на надкрыльях, иногда сливающимся в полосы. Лоб отвесный, образующий с теменем угол, близкий к прямому. Мандибулы направлены вниз. Последний членик щупиков более или менее заострённый или сильно суженный к концу. Передние голени с бороздкой или желобком, усаженными волосками и представляющими так называемую щетку.
Усики у самок обычно несколько выходят за вершины надкрылий, а у самцов могут достигать длины 215—242 мм, превосходя таким образом длину тела в 2—4 раз. Усиковые бугорки расположены вдали от основания мандибул и помещаются в глазной выемке. Усики покрыты мелкими волосками. Глаза почти всегда выемчатые, почти полностью разделённые. Лапки с широкими члениками. Передние ноги несколько удлинённые.

## Ареал
Вид распространён в Австралии (Квинсленд), Папуа-Новой Гвинее и на Молуккских островах (остров Ару, остров Кей).